# Вредефорт (кратер)
Кратер Вредефорт (англ. Vredefort Crater) — ударный кратер на Земле, расположен в 120 километрах от центра города Йоханнесбург, ЮАР. Диаметр кратера составляет 250—300 километров, что делает его крупнейшим на планете (не считая неизученного вероятного кратера Земли Уилкса диаметром 500 километров в Антарктиде). Назван в честь расположенного внутри кратера города Вредефорт. В 2005 году был включен в перечень объектов всемирного наследия ЮНЕСКО.

## Формирование и структура
Астероид, столкнувшийся с Землёй и образовавший кратер Вредефорт, был одним из самых больших среди когда-либо соприкасавшихся с планетой после её формирования; по современным оценкам, его диаметр был около 10 километров. Образовавшийся в результате удара кратер имеет диаметр около 250—300 километров, что больше бассейна Садбери (диаметр 200 километров) и кратера Чикшулуб (180 километров). Таким образом, кратер Вредефорт является самым большим образованием на Земле, вызванным контактом планеты с иными космическими телами (вероятный кратер Земли Уилкса диаметром в 500 километров не изучен в достаточной степени для признания его происхождения в результате удара — по причине нахождения под Антарктическим ледяным щитом).
Возраст кратера оценивается в более чем 2 млрд лет (2023 ± 4 млн лет). Таким образом, он относится к началу орозирийского периода палеопротерозойской эры. Это второй из древнейших известных кратеров на Земле, Вредефорт не менее чем на триста миллионов лет моложе кратера Суавъярви, расположенного в России.
Кратер Вредефорт является одним из немногих кольчатых (мульти-кольцевых) ударных кратеров на Земле, чаще встречающихся в других частях Солнечной системы. Наиболее известным примером такого вида кратеров является кратер Вальхалла на Каллисто, спутнике Юпитера. Геологические процессы — эрозия и тектоника плит — уничтожили большинство мульти-кольцевых кратеров на Земле.